# John Palmer Usher
Pour les articles homonymes, voir Usher (homonymie), John Palmer et Palmer.
John Palmer Usher, né le 9 janvier 1816 à Brookfield (État de New York) et mort le 13 avril 1889 à Philadelphie (Pennsylvanie), est un homme politique américain. Membre du Parti républicain, il est secrétaire à l'Intérieur entre 1863 et 1865 dans l'administration du président Abraham Lincoln puis dans celle de son successeur Andrew Johnson.

## Biographie
Il se fait soudoyer par un groupe d'hommes d'affaires et favorise la privatisation de l'Union Pacific à leur profit. Par la suite, il devient le principal avocat de la compagnie ferroviaire.

## Dans la culture populaire
En 2012, son rôle est interprété par Dakin Matthews dans le film Lincoln de Steven Spielberg.